# Nesobasis
Nesobasis là một chi chuồn chuồn kim trong họ Coenagrionidae.

## Các loài
Nesobasis có 23 loài:
- Nesobasis angulicollis Tillyard, 1924
- Nesobasis aurantiaca Tillyard, 1924
- Nesobasis brachycerca Tillyard, 1924
- Nesobasis caerulecaudata Donnelly, 1990
- Nesobasis caerulescens Donnelly, 1990
- Nesobasis campioni  Tillyard, 1924
- Nesobasis ciliata Ris, 1913
- Nesobasis comosa Tillyard, 1924
- Nesobasis erythrops Selys, 1891
- Nesobasis flavifrons Donnelly, 1990
- Nesobasis flavostigma Donnelly, 1990
- Nesobasis heteroneura Tillyard, 1924
- Nesobasis ingens Donnelly, 1990
- Nesobasis leveri Kimmins, 1943
- Nesobasis longistyla Selys, 1891
- Nesobasis malcolmi Donnelly, 1990
- Nesobasis monticola Donnelly, 1990
- Nesobasis nigrostigma Selys, 1891
- Nesobasis pedata Donnelly, 1990
- Nesobasis recava Donnelly, 1990
- Nesobasis rufostigma Donnelly, 1990
- Nesobasis selysi Tillyard, 1924
- Nesobasis telegastrum Selys, 1891